# Sepp van den Berg
Sepp van den Berg (Zwolle, 20 de dezembro de 2001) é um futebolista holandês que atua como zagueiro. Atualmente joga no Brentford.

## Carreira
Durante a temporada 2018-2019, apesar de não ter grande reputação fora da Holanda, ele estava crescendo rapidamente para se tornar um dos jovens mais valorizados no futebol europeu. Em seu último ano em seu contrato com o PEC Zwolle, a equipe da Serie A, Sampdoria, fez uma oferta de 2,5 milhões de libras pelo defensor, mas sem sucesso, seguido por interesse do PSV, Bayern de Munique, Ajax e Liverpool. Foi contratado pelo Liverpool por uma taxa confirmada de 1,3 milhões de libras, que poderia potencialmente subir até 4,4 milhões de libras esterlinas, caso todas as cláusulas acordadas fossem ativadas.

## Seleção Holandesa
Sepp van den Berg é convocado com frequência para as divisões de base da Seleção da Holanda.

## Títulos
Liverpool
- Copa do Mundo de Clubes da FIFA: 2019